# Dialgaye
Pour le département et la commune rurale, voir Dialgaye (département).
Dialgaye est un village et le chef-lieu du département et la commune rurale de Dialgaye, situé dans la province du Kouritenga et la région du Centre-Est au Burkina Faso.

## Géographie
La commune est traversée par la route nationale 16.

## Santé et éducation
Le village possède deux écoles primaires publiques (A et B).